# It’s My Life (singel Cezara)
It’s My Life – debiutancki utwór rumuńskiego piosenkarza Florina „Cezara” Ouatu, wydany w formie singla w 2013. Piosenkę napisał Cristian Faur.
W lutym 2013 utwór został zakwalifikowany do stawki konkursowej programu Selecția Națională 2013 jako jedna z 32 propozycji odbywającego się 9 marca, w którym zdobył największe poparcie jurorów i telewidzów, zostając piosenką reprezentującą Rumunię podczas 58. Konkursu Piosenki Eurowizji. 16 maja została zaprezentowana przez Cezara w drugim półfinale konkursu i z piątego miejsca (w tym z pierwszego w rankingu telewidzów) awansowała do rozgrywanego dwa dni później finału, w którym zajęła 13. miejsce po zdobyciu 65 punktów.

## Lista utworów
CD single
1. „It’s My Life” – 3:00
2. „It’s My Life” (Karaoke Version)